# Психоза
Психозата (от гръцки: ψυχή, психе – „ум“, „душа“ и -ωσις, -озис – „абнормално състояние“ или „умопомрачение“) е тежко психично разстройство, което се характеризира със загубване на контакт с реалността и дълбоко нарушаване на връзките с другите хора, което е причина за социалната дезадаптация на субекта.
Психозата също така може да бъде симптом на други заболявания, като например острата психоза може да е симптом на шизофренията.
В противоположност на неврозата, при която болният осъзнава своите лични трудности, при психозата заболяването не се осъзнава. Пациентите се изолират от външния свят и си създават собствен свят, който моделират по свой начин и където те се чувстват всемогъщи.
Съществуват много видове психози, сред които шизофрения, манийно-депресивна психоза, параноя, хронична халюцинаторна психоза, парафрения и други.
Налудната активност, която се проявява в нагласите и поведението, явната липса на самокритичност и изкривените съждения и богата палитра от общи симптоми изразяват дълбоката умствена отчужденост на личността от семейството, приятелите и обществото и представлява най-характерната черта на психозите, които са относително чести (1% от градското население). Повечето от психозите днес са успешно лечими, ако липсват органични мозъчни изменения.
Психозите могат да бъдат провокирани и от инфекциозни заболявания, висока температура, тютюн, алкохол (алкохолна психоза ) и наркотици, особено т.нар. психоделици (LSD, псилоцибин, мескалин, някои антипаркинсонови лекарства и др.) и марихуана.

## Характеристики
Дезорганизирана реч и поведение, насилствени изблици и прояви, хомицидна идеация.

### Шизоподобна психоза
За нея има много описания още от гръко-римско време.

### Масова психоза
Макар че обикновено под термина се разбира „масова паника“ и по този начин е възприеман в социологията, военната наука и т.н., в действителност масовата психоза означава за определена група или общество превалентност на действителни психотични симптоми като халюцинации, суицидности и други.

## Превенция
Доказателството за ефективността на навременните намеси за предотвратяване на психоза остават неопределени. Докато ранна интервенция при тези с психични кризи би могла да подобри краткотрайни резултати, малка полза бива наблюдавана от тези мерки след пет години. Все пак има доказателство, че когнитивно поведенческа терапия (CBT) може и да намали риска от психоза при хора, изложени на риск да развият болестта. През 2014 г. Британският национален здравен институт (NICE) препоръчва превантивна CBT за хора, склонни да развият състоянието.